# William Joseph Poupore
William Joseph Poupore, né le 29 avril 1846 à L'Isle-aux-Allumettes et mort le 17 août 1918 à Westmount, est un agriculteur, entrepreneur, meunier et homme politique fédéral, provincial et municipal du Québec.

## Biographie
Né à L'Isle-aux-Allumettes dans la région des Outaouais, il étudia au Collège d'Ottawa. Il fut ensuite propriétaire d'un moulin, contracteur et bûcheron. Il servit comme maire de Chichester au Québec de 1872 à 1882, président du conseil scolaire de Chichester de 1873 à 1881 et préfet du comté de Pontiac de 1880 à 1882.
Élu député du Parti conservateur du Québec dans la circonscription provinciale de Pontiac lors d'une élection partielle en 1882, il fut réélu en 1886 et en 1890. Il fut défait par le libéral David Gillies en 1892.
Élu député du Parti conservateur dans la circonscription fédérale de Pontiac en 1896, il démissionna peu avant les élections de 1900.
Son oncle, John Poupore, est également député provincial de Pontiac de 1867 à 1874 et député fédéral de Pontiac de 1878 à 1882.